# Férfi 200 méteres pillangóúszás a 2016. évi nyári olimpiai játékokon
A 2016. évi nyári olimpiai játékokon az úszás férfi 200 méteres pillangóúszás versenyszámát augusztus 8-án és 9-én rendezték az Olympic Aquatics Stadiumban. Az aranyérmet az amerikai Michael Phelps nyerte, akinek ez volt a 20. olimpiai aranyérme. Kenderesi Tamás bronzérmes lett, Cseh László a 7. helyen végzett.

## Rekordok
A versenyt megelőzően a következő rekordok voltak érvényben:
| Világrekord     | Michael Phelps (USA) | 1,51:51 | Róma, Olaszország | 2009. július 29.    |
| Olimpiai rekord | Michael Phelps (USA) | 1:52,03 | Peking, Kína      | 2008. augusztus 13. |

A versenyen új rekord nem született.

## Eredmények
Az időeredmények másodpercben értendők.

### Előfutamok
A rövidítések jelentése a következő:
- Q: a döntőbe jutott, időeredmény alapján

| Helyezés | Futam | Pálya | Név                           | Ország                        | Idő     | Megjegyzés |
| -------- | ----- | ----- | ----------------------------- | ----------------------------- | ------- | ---------- |
| 1.       | 3     | 3     | Kenderesi Tamás               | Magyarország (HUN)            | 1:54,73 | Q          |
| 2.       | 4     | 4     | Cseh László                   | Magyarország (HUN)            | 1:55,14 | Q          |
| 3.       | 2     | 4     | Chad le Clos                  | Dél-afrikai Köztársaság (RSA) | 1:55,57 | Q          |
| 4.       | 3     | 2     | Grant Irvine                  | Ausztrália (AUS)              | 1:55,64 | Q          |
| 5.       | 3     | 4     | Michael Phelps                | Egyesült Államok (USA)        | 1:55,73 | Q          |
| 6.       | 2     | 5     | Szakai Maszato                | Japán (JPN)                   | 1:55,76 | Q          |
| 7.       | 4     | 3     | Viktor Bromer                 | Dánia (DEN)                   | 1:55,77 | Q          |
| 8.       | 3     | 5     | Szeto Daija                   | Japán (JPN)                   | 1:55,79 | Q          |
| 9.       | 4     | 6     | Leonardo de Deus              | Brazília (BRA)                | 1:55,98 | Q          |
| 10.      | 2     | 7     | Ko Cseng-ven (Quah Zheng Wen) | Szingapúr (SIN)               | 1:56,01 | Q          |
| 11.      | 2     | 3     | Jevgenyij Kopletov            | Oroszország (RUS)             | 1:56,13 | Q          |
| 12.      | 4     | 7     | Kaio de Almeida               | Brazília (BRA)                | 1:56,45 | Q          |
| 13.      | 1     | 4     | Simon Sjödin                  | Svédország (SWE)              | 1:56,46 | Q          |
| 14.      | 3     | 6     | Louis Croenen                 | Belgium (BEL)                 | 1:56,48 | Q          |
| 15.      | 4     | 8     | Jonathan Gómez                | Kolumbia (COL)                | 1:56,65 | Q          |
| 16.      | 2     | 6     | Li Csu-hao (Li Zhuhao)        | Kína (CHN)                    | 1:56,72 | Q          |
| 17.      | 4     | 5     | Jan Świtkowski                | Lengyelország (POL)           | 1:56,73 |            |
| 18.      | 3     | 7     | Sztéfanosz Dimitriádisz       | Görögország (GRE)             | 1:56,76 |            |
| 19.      | 4     | 2     | David Morgan                  | Ausztrália (AUS)              | 1:56,81 |            |
| 20.      | 1     | 2     | Tom Shields                   | Egyesült Államok (USA)        | 1:56,93 |            |
| 21.      | 3     | 1     | Carlos Peralta                | Spanyolország (ESP)           | 1:56,98 |            |
| 22.      | 1     | 5     | Robert Žbogar                 | Szlovénia (SLO)               | 1:57,05 |            |
| 23.      | 4     | 1     | Sebastien Rousseau            | Dél-afrikai Köztársaság (RSA) | 1:57,33 |            |
| 24.      | 2     | 8     | Danyiil Pahomov               | Oroszország (RUS)             | 1:57,36 |            |
| 25.      | 2     | 1     | Jordan Coelho                 | Franciaország (FRA)           | 1:58,62 |            |
| 26.      | 1     | 6     | Gal Nevo                      | Izrael (ISR)                  | 1:58,64 |            |
| 27.      | 3     | 8     | Vu Jü-hang (Wu Yuhang)        | Kína (CHN)                    | 1:59,04 |            |
| 28.      | 1     | 3     | Sajan Prakash                 | India (IND)                   | 1:59,37 |            |
| 29.      | 1     | 2     | Bradlee Ashby                 | Új-Zéland (NZL)               | 2:01,22 |            |

### Elődöntők
A rövidítések jelentése a következő:
- Q: a döntőbe jutott, időeredmény alapján

#### 1. elődöntő
| Helyezés | Pálya | Név                           | Ország             | Idő     | Megjegyzés |
| -------- | ----- | ----------------------------- | ------------------ | ------- | ---------- |
| 1.       | 4     | Cseh László                   | Magyarország (HUN) | 1:55,18 | Q          |
| 2.       | 6     | Szeto Daija                   | Japán (JPN)        | 1:55,28 | Q          |
| 3.       | 3     | Szakai Maszato                | Japán (JPN)        | 1:55,32 | Q          |
| 4.       | 1     | Louis Croenen                 | Belgium (BEL)      | 1:56,03 | Q          |
| 5.       | 5     | Grant Irvine                  | Ausztrália (AUS)   | 1:56,07 |            |
| 6.       | 2     | Ko Cseng-ven (Quah Zheng Wen) | Szingapúr (SIN)    | 1:56,11 |            |
| 7.       | 7     | Kaio de Almeida               | Brazília (BRA)     | 1:57,45 |            |
| 8.       | 8     | Li Csu-hao (Li Zhuhao)        | Kína (CHN)         | 1:57,62 |            |

#### 2. elődöntő
| Helyezés | Pálya | Név                | Ország                        | Idő     | Megjegyzés |
| -------- | ----- | ------------------ | ----------------------------- | ------- | ---------- |
| 1.       | 4     | Kenderesi Tamás    | Magyarország (HUN)            | 1:53,96 | Q          |
| 2.       | 3     | Michael Phelps     | Egyesült Államok (USA)        | 1:54,12 | Q          |
| 3.       | 5     | Chad le Clos       | Dél-afrikai Köztársaság (RSA) | 1:55,19 | Q          |
| 4.       | 6     | Viktor Bromer      | Dánia (DEN)                   | 1:55,59 | Q          |
| 5.       | 7     | Jevgenyij Kopletov | Oroszország (RUS)             | 1:56,46 |            |
| 6.       | 1     | Simon Sjödin       | Svédország (SWE)              | 1:56,71 |            |
| 7.       | 2     | Leonardo de Deus   | Brazília (BRA)                | 1:56,77 |            |
| 8.       | 8     | Jonathan Gómez     | Kolumbia (COL)                | 1:57,47 |            |

### Döntő
| Helyezés | Pálya | Név             | Ország                        | Idő     | Megjegyzés |
| -------- | ----- | --------------- | ----------------------------- | ------- | ---------- |
| Arany    | 5     | Michael Phelps  | Egyesült Államok (USA)        | 1:53,36 |            |
| Ezüst    | 7     | Szakai Maszato  | Japán (JPN)                   | 1:53,40 |            |
| Bronz    | 4     | Kenderesi Tamás | Magyarország (HUN)            | 1:53,62 |            |
| 4.       | 6     | Chad le Clos    | Dél-afrikai Köztársaság (RSA) | 1:54,06 |            |
| 5.       | 2     | Szeto Daija     | Japán (JPN)                   | 1:54,82 |            |
| 6.       | 1     | Viktor Bromer   | Dánia (DEN)                   | 1:55,64 |            |
| 7.       | 3     | Cseh László     | Magyarország (HUN)            | 1:56,24 |            |
| 8.       | 8     | Louis Croenen   | Belgium (BEL)                 | 1:57,04 |            |